# Réserve naturelle du Mont Sacré de Varallo
La réserve naturelle du Mont Sacré de Varallo, qui comprend le bois autour du Mont Sacré de Varallo, a été créée par la Région Piémont en 1980.

## Visites
Les visites guidées sont faites par l'Associazione Accompagnatori Naturalistici della Valsesia. On fait des visites pour les écoles pour l'éducation environnementale.

## Caractéristiques
La zone a été très modifiée pendant les années, étant même abandonnée. Pendant les dernières années on a rétabli le bois comme il devait être pendant la Renaissance.
Il y a beaucoup d'oiseaux des Alpes et des arbres, comme hêtres, buis, if, houx et orme.